# Martín Piroyansky
Martín Piroyansky (Buenos Aires, 3 de marzo de 1986) es un actor, director, guionista y productor argentino.

## Filmografía como actor

### Cine
| Año  | Título                                 | Papel                           | Notas        |
| ---- | -------------------------------------- | ------------------------------- | ------------ |
| 2006 | Sofacama                               | Leo                             |              |
| 2006 | Cara de queso —mi primer ghetto—       | David                           |              |
| 2007 | XXY                                    | Álvaro                          |              |
| 2007 | Familia Lugones                        | Alejandro                       |              |
| 2007 | Hoy no estoy                           | Él                              | Cortometraje |
| 2008 | La ronda                               | Agustín                         |              |
| 2008 | El frasco                              | Luis                            |              |
| 2009 | Novak                                  | Chico en el baño                |              |
| 2009 | Un juego absurdo                       | Javier                          | Cortometraje |
| 2009 | Excursiones                            | Maxi                            |              |
| 2010 | Antes                                  | Matías                          |              |
| 2010 | La vieja de atrás                      | Marcelo                         |              |
| 2010 | El Sol                                 | Sega                            | Voz          |
| 2010 | Más adelante                           | Piro                            | Cortometraje |
| 2010 | ¿Quién es Echegoyen?                   | Echegoyen                       | Cortometraje |
| 2010 | No me ama                              | Él                              | Cortometraje |
| 2010 | Vete más lejos Alicia                  |                                 |              |
| 2011 | Mi primera boda                        | Federico                        |              |
| 2012 | Liniers animado: Oliverio, la aceituna | Él mismo (voz)                  | Cortometraje |
| 2012 | La araña vampiro                       | Jerónimo                        |              |
| 2012 | Ni un hombre más                       | Charly                          |              |
| 2012 | Errata                                 | Lucho                           |              |
| 2013 | Fantasma cassette                      | Galerista                       | Cortometraje |
| 2013 | Vino para robar                        | Chucho                          |              |
| 2014 | En las nubes                           | Franco                          | Cortometraje |
| 2014 | La vida de alguien                     | Conductor de televisión         |              |
| 2015 | Voley                                  | Nicolás                         |              |
| 2015 | Sin hijos                              | Keko                            |              |
| 2016 | La reina del baile                     |                                 | Cortometraje |
| 2016 | Permitidos                             | Mateo                           |              |
| 2016 | Maldito seas Waterfall                 | Roque Waterfall                 |              |
| 2017 | Peter Bartok Jr.                       | Guido                           |              |
| 2017 | Mamá se fue de viaje                   | Di Caprio                       |              |
| 2017 | El último traje                        | Leo                             |              |
| 2018 | Ya no                                  |                                 | Cortometraje |
| 2019 | Porno para principiantes               | Víctor Medina                   |              |
| 2019 | Lava                                   | Lázaro                          | Voz          |
| 2020 | La vagancia                            | Cumbio                          |              |
| 2022 | Hoy se arregla el mundo                | Cosentino                       |              |
| 2022 | El gerente                             | Gerente de Frávega              |              |
| 2023 | El método Tangalanga                   | Jorge Rizzi / Doctor Tangalanga |              |
| 2023 | Lava 2 (El nuevo show del Narciso)     | Lázaro                          | Voz          |
| 2024 | Mal trago                              |                                 | Cortometraje |

### Televisión
| Año       | Título                                    | Papel                  | Notas                                       |
| --------- | ----------------------------------------- | ---------------------- | ------------------------------------------- |
| 1995-1996 | Magazine For Fai                          | Varios                 |                                             |
| 1998-2001 | Perdona nuestros pecados                  | Varios                 |                                             |
| 1999      | Campeones de la vida                      | Ernesto Conti          |                                             |
| 2000      | Medios locos                              | Varios                 |                                             |
| 2004      | Mosca & Smith                             |                        |                                             |
| 2004      | La niñera                                 |                        |                                             |
| 2005      | ¿Quién es el jefe?                        |                        |                                             |
| 2005      | No hay 2 sin 3                            | Franco                 | Sketch: Ricos y mocosos                     |
| 2006      | Las aventuras del Doctor Miniatura        | Teo                    |                                             |
| 2006      | Amas de casa desesperadas                 | Martín Sherer          |                                             |
| 2007      | 9 mm, crímenes a la medida de la historia | «Joka»                 | Episodio: «Un mensaje para el general»      |
| 2008      | Socias                                    | Germán Meniere         |                                             |
| 2009-2010 | Impostores                                | Walter «El Nene» Greco |                                             |
| 2009      | Revelaciones                              | Matías                 |                                             |
| 2011      | Un año para recordar                      | Ulises                 |                                             |
| 2013      | Famoso                                    | Él mismo               |                                             |
| 2014      | Eléctrica                                 | Novio de Analía        |                                             |
| 2014      | Televisión por la justicia                | Matías Cepeda          | Episodio: «Círculo íntimo»                  |
| 2014      | Tiempo libre                              | Él mismo               |                                             |
| 2016-2018 | Psiconautas                               | Axel                   |                                             |
| 2017      | El galán de Venecia                       | Galán                  |                                             |
| 2018      | Parecido                                  | Él mismo               |                                             |
| 2018      | Encerrados                                | Julio                  | Episodio: «Tinto añejo»                     |
| 2019      | Otros pecados                             | Leandro                | Episodio: «Kadish para un bar mitzvah»      |
| 2020      | Manual de supervivencia                   | Martín                 |                                             |
| 2021      | Maradona, sueño bendito                   | Ricardo Suárez (joven) |                                             |
| 2022-2024 | Porno y helado                            | Pablo                  |                                             |
| 2025      | División Palermo                          | David Schwartz         | Episodios: «Felipe 2.0», «Palermo de rehén» |

## Filmografía como realizador

### Como director y guionista
- No me ama (corto, 2010)[9]
- Abril en Nueva York (2012) (además productor)
- Tiempo libre (2014)
- Bar San Miguel (2014) (además productor)[10]
- Voley (2015)
- Condorito: la película (2017) (solo guionista)
- El galán de Venecia (2017)
- Parecido (2018)
- Agregados recientemente (2018) (también productor)[11]
- Porno y helado (2022)
- Papota (2025) (cortometraje para el dúo Ca7riel y Paco Amoroso)

### Como editor
- 9 vacunas (corto, 2013)[12]

## Premios y nominaciones

### Premios ganados
- Premios Sur 2007: Mejor actor de reparto (XXY).
- XIV edición de los Premios BAFICI (2012): Mejor actor (La araña vampiro).
- Desarrollo de Guiones INCAA 2017, por su proyecto "Pirata".[13]

### Nominaciones
- Premios Sur 2006: Mejor revelación (Sofacama)
- Premios Martín Fierro 2008: Revelación (Socias)